# عاتكة بنت محمد بن القاسم
أم أبي الحسن عاتكة بنت محمد بن القاسم المخزومية هي شاعرة عربية عباسية، عاشت في القرن العاشر الميلادي، مدحت عضد الدولة ببغداد في يوم عيد الفطر سنة 367 هـ وحضر الشعراء، فأنشدوا التهاني، وأنشدته قصيدة طويلة تقول فيها عند ذكرها لحسان:

## النسب
هي عاتكة بنت محمد بن القاسم بن محمد بن يحيى بن حابس بن عبد الله بن يحيى بن طقيس بن عبد الله بن الوليد بن المغيرة بن عبد الله ابن عمرو بن مخزوم المخزومية أم أبي الحسن محمد بن عبيد الله السلامي الشاعر.